# Jatiya Sangsad Bhaban
Jatiya Sangsad Bhaban (Bengalisch: জাতীয় সংসদ ভবন, Jātīẏa Saṃsad Bhaban, Haus des Nationalparlaments) ist das Gebäude des Nationalparlaments von Bangladesch in der Landeshauptstadt Dhaka.
Das Gebäude wurde von dem US-amerikanischen Architekten Louis I. Kahn (1901–1974) in enger Zusammenarbeit mit dem Spannbetonexperten und Tragwerksplaner August E. Komendant entworfen. Es gilt als eines der größten Parlamentsgebäude der Welt.

## Vorgeschichte

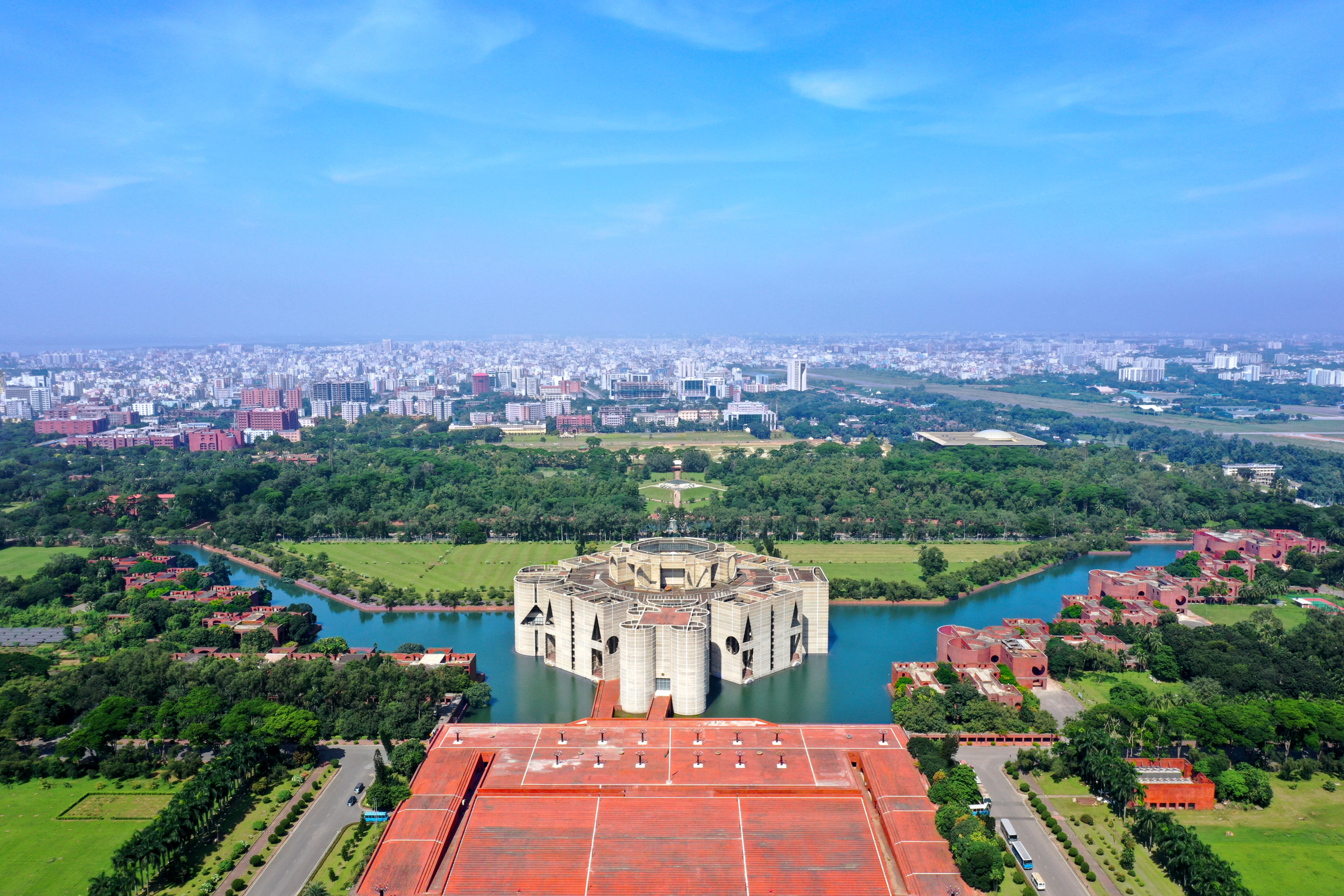
Luftbild von der Westseite

Im Jahr 1959 entschied sich die pakistanische Regierung in Ost- und Westpakistan zwei neue Hauptstädte zu bauen. Das ostpakistanische Sher-e-Bangla Nagar lag in der Nähe Dhakas auf flachem Land. 1962 erhielt der amerikanische Architekt Louis I. Kahn von der ostpakistanischen Regierung eine erste Anfrage bezüglich eines Entwurfs für das neue Parlamentsgebäude. Der Auftrag umfasste nebst Parlament auch die Gestaltung des gesamten Areals, welches neben weiteren öffentlichen und administrativen Gebäuden auch Wohnanlagen und infrastrukturelle Einrichtungen enthalten sollte.
Kahns erste Entwürfe stammen aus dem Jahr 1963, die Bauarbeiten begannen im darauf folgenden Jahr und das Fundament des Parlamentsgebäudes wurde 1965 gelegt. Das Dach des Gebäudes war ursprünglich als Pyramide geplant. Erst nach den Verhandlungen mit der neuen Regierung und der Überarbeitung des Masterplans entwickelte Kahn im Jahr der Unabhängigkeit Bangladeschs 1971 die Konstruktion des flachen Dachgewölbes.
20 Jahre dauerte der Bau des Parlamentsgebäudes in Dhaka. Der Bürgerkrieg um die Unabhängigkeitserklärung des Staates Bangladesch, die Umgestaltung des ursprünglichen Entwurfs und schließlich der Tod des Architekten Louis I. Kahn im Jahr 1974 führten zur langen Bauzeit. Entstanden ist ein beeindruckender Gebäudekomplex, der den hoffnungsvollen Geist einer jungen demokratischen Republik widerspiegeln sollte.

## Architektur

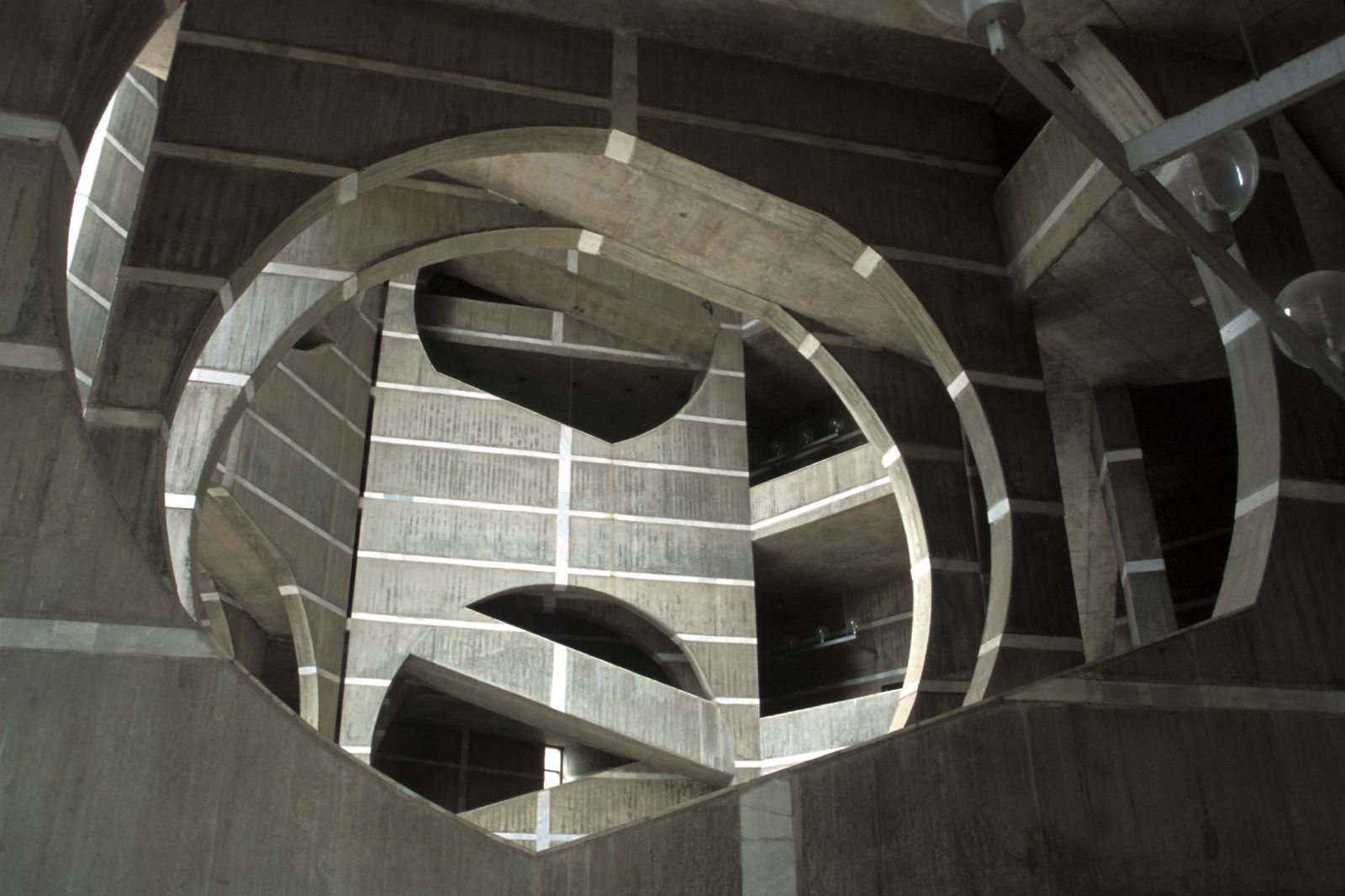
Die innere gewendelte Treppe des Sangsad Bhaban

Kahns Entwurf zeichnet sich aus durch eine neuartige Architektursprache, die westliche und östliche Traditionen, Formen und Materialien verbindet. So platzierte er beispielsweise aufgrund der großen Bedeutung des Elementes Wasser in der bengalischen Tradition den Gebäudekomplex an einen künstlich angelegten See. Weitläufige Platz- und Treppenanlagen sowie Rasenflächen isolieren das zitadellenhafte Monument von seiner Umgebung. Die Mauern des archaisch wirkenden Gebäudes bestehen aus grau-braunem Beton; weißer Marmor betont die breiten Horizontal- und Vertikalfugen. Rund um den zentralen Versammlungsraum sind verschiedene geometrische Einzelkörper angelegt und in die Mauern sind große, geometrische Öffnungen in unterschiedlichen Formen eingeschnitten, die den Kontrast von Licht und Schatten betonen und natürliches Licht als Beleuchtung nutzbar machen. An der Ostseite des Gebäudekomplexes befinden sich mehrere zylinderförmige Bauten, die unter anderem als Wohnanlagen dienen.
Obgleich sich Kahns Gebäude durch strenge geometrische Formen und gliedernde Mittelachsen und Diagonalen auszeichnen, sind sie geprägt von der Grundidee, Orte zu schaffen, an denen Menschen sich wohl fühlen und die ihren jeweiligen Bedürfnissen entsprechen; sie laden ein zu Kommunikation und Gemeinschaft. So spiegelt auch das Parlamentsgebäude in Dhaka  die Idee des transzendenten Charakters der Versammlung, welches die hoffnungsvollen Gründerjahre des unabhängigen Staates Bangladesh bestimmte, wider.

## Bilder

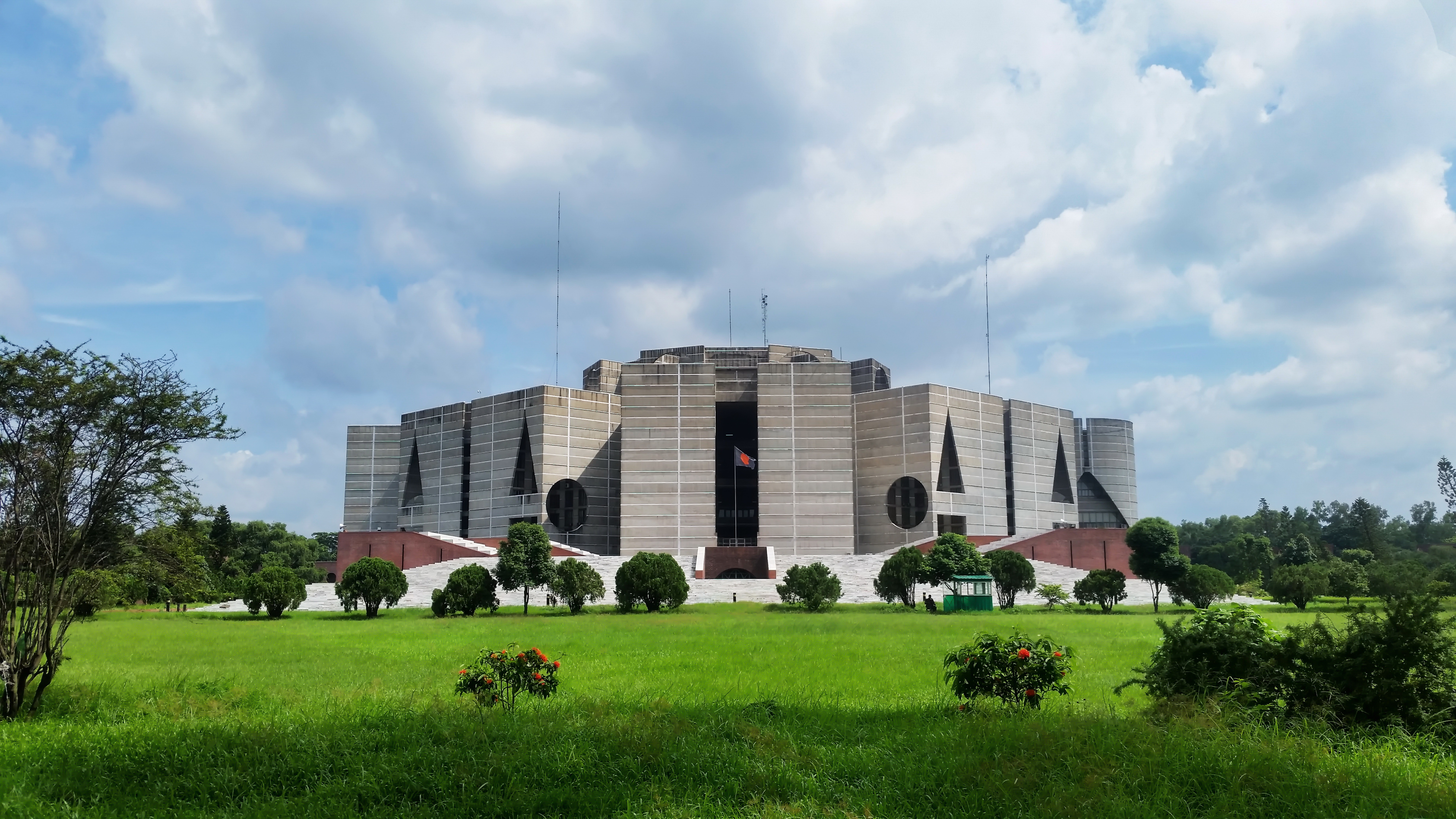
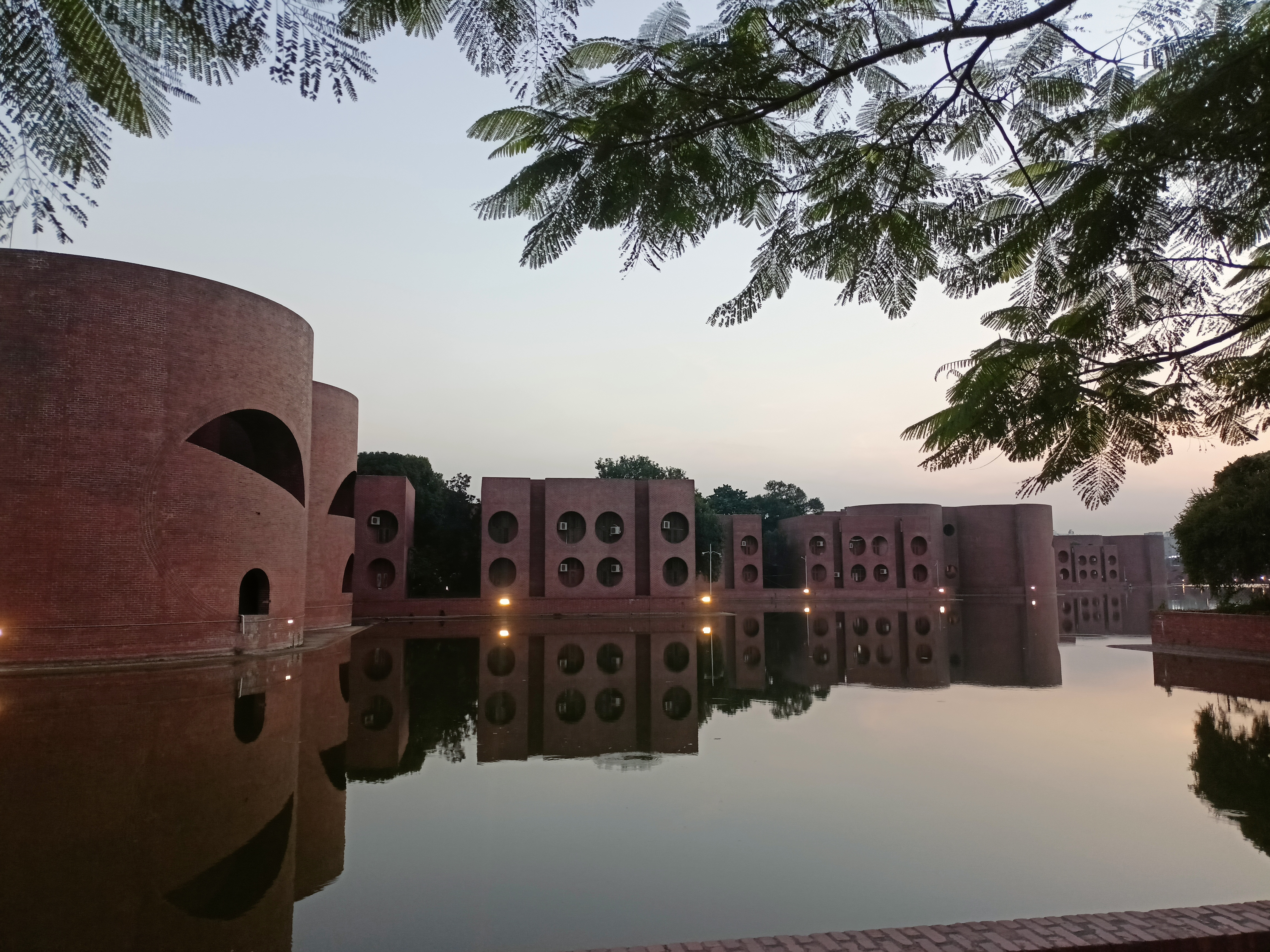
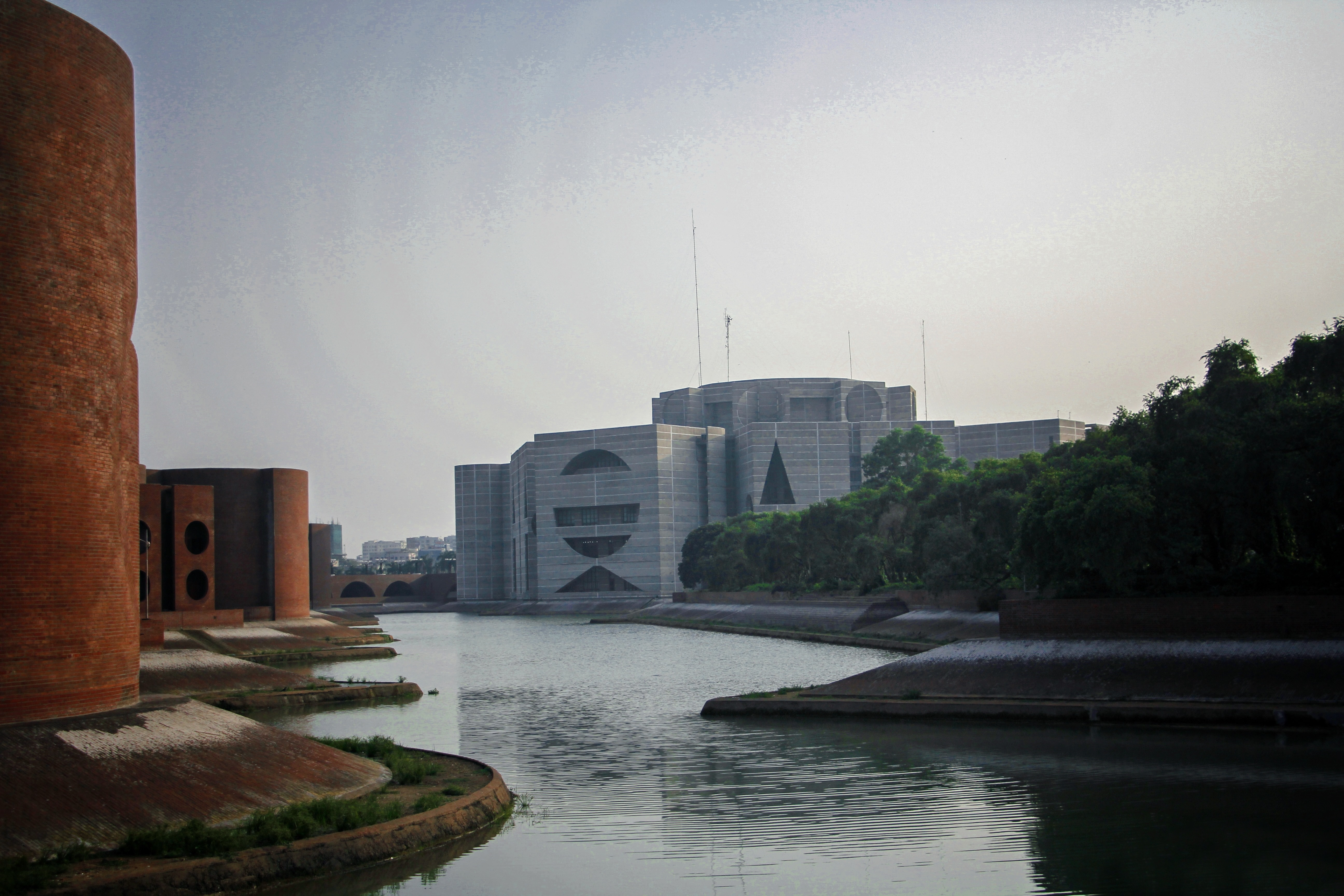
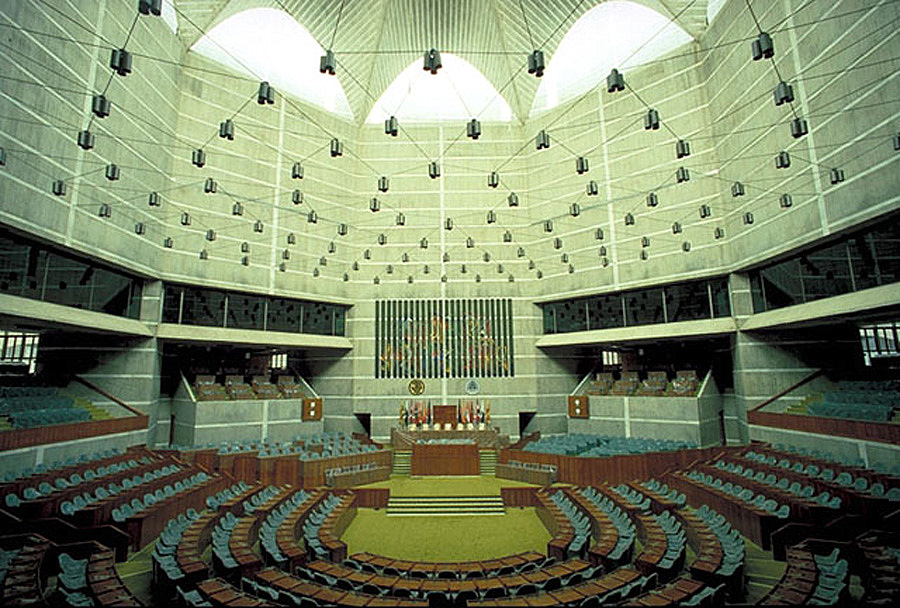